# Пурши, Камилла
Камилла Пурши (настоящее имя – Камилла Мурадовна Хизриева; род. 29 декабря 1989, Махачкала) – российский художник-модельер и дизайнер, создатель бренда Kamilla Purshie.

## Биография
Родилась 29 декабря 1989 года в Махачкале.
В 2008 году создала собственный бренд одежды Kamilla Purshie. В том же году состоялся первый показ её коллекции на Российской неделе моды в Москве. Журнал Cosmopolitan Russia отметил в её весенней коллекции неожиданные цветовые сочетания, особое внимание к зоне декольте и многослойность.
В 2016 году Камилла впервые участвовала в Неделе моды в Москве. По версии журнала Elle её коллекция стала одним из наиболее ярких дебютов сезона: «Вдохновившись эпохой немого кино, дизайнер показала на подиуме образы с идеально выверенным чувственным силуэтом – пастельные платья с контрастной отделкой и асимметричные драпированные модели из переливающейся органзы». Интернет-издание «РИА Мода» отметило, что Камилла Пурши продемонстрировала публике чувственные и строгие силуэты с преобладанием теплых бежевых тонов, геометрические формы, черно-белую классику и благородную асимметрию, использовав матовые плотные ткани барби .
В 2017 году Камилла Пурши вновь участвовала в Неделе моды в Москве. Обозреватель портала Moda.ru Екатерина Антре отметила монохромную палитру её коллекции, нежные пастельные оттенки, асимметричные драпировки и деконструированные элементы.
В 2021 году Камилла приняла участие в Неделе моды в Нью-Йорке, где представила свою новую коллекцию, став первым российским дизайнером за последние 12 лет, кто выступил в официальном расписании NYFW.
В платьях коллекций Камиллы Пурши на публичных мероприятиях появлялись многие знаменитости, среди которых актрисы Кейт Бекинсейл и Карен Гиллан, певицы Холзи и Андра Дей, модели Оливия Калпо, Анджела Линдвалл, Бритни Палмер и другие.